# Malý Horeš
Malý Horeš es un municipio del distrito de Trebišov en la región de Košice, Eslovaquia, con una población estimada a final del año 2024 de 1068 habitantes.
Se encuentra ubicado al este de la región, en la cuenca hidrográfica del río Ondava (afluente del río Bodrog que, a su vez, lo es del Tisza), y cerca de la frontera con la región de Prešov y Hungría.

## Demografía
| Año        | 1994 | 2004    | 2014    | 2024    |
| ---------- | ---- | ------- | ------- | ------- |
| Población  | 1178 | 1112    | 1113    | 1068    |
| Diferencia |      | −5,60 % | +0,08 % | −4,04 % |

| Año        | 2023 | 2024    |
| ---------- | ---- | ------- |
| Población  | 1073 | 1068    |
| Diferencia |      | −0,46 % |